# Fonderie Olive
La fonderie Olive était une fonderie typographique, localisée au 28, rue Abbé-Féraud à Marseille (Bouches-du-Rhône).
La fonderie Olive, fondée en 1836, prend un nouvel essor avec son dernier directeur, Marcel Olive, qui amorce une politique commerciale vigoureuse.
Les réalisations du créateur de caractères Roger Excoffon, beau-frère de Marcel Olive, qui intègre la société en 1945, les caractères Chambord, Vendôme, Banco, Mistral, les Antique Olive, etc., témoignent du renouveau français de la typographie de l’après-guerre.
En 1978, l’entreprise a été rachetée par la société Mergenthaler Linotype Company, qui continue à commercialiser ses polices.

## Caractères
- Chambord (1945)
- Banco (1951)
- Vendôme (1952)
- Mistral (1953)
- Choc (1955)
- Diane (1956)
- Calypso (1958)
- Antique Olive (1962-1966)

Antique Olive.
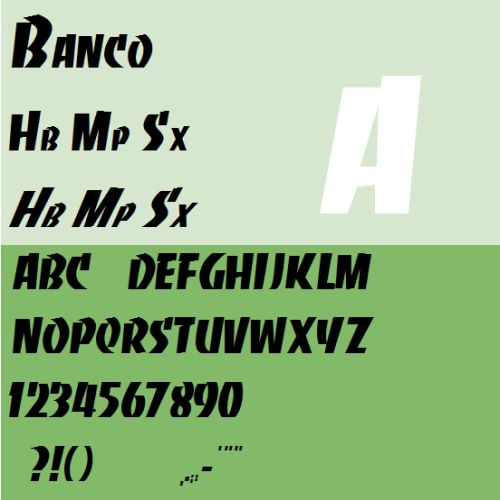
Banco.
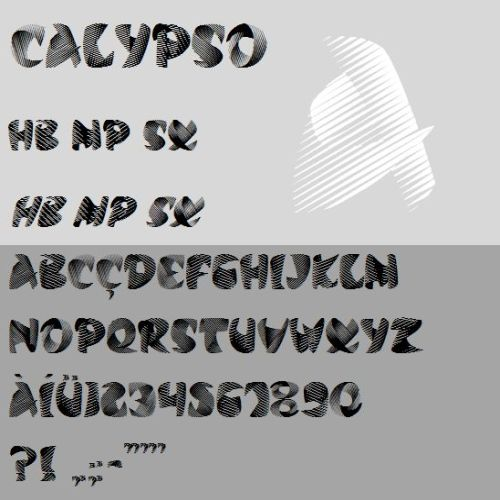
Calypso.
Choc.
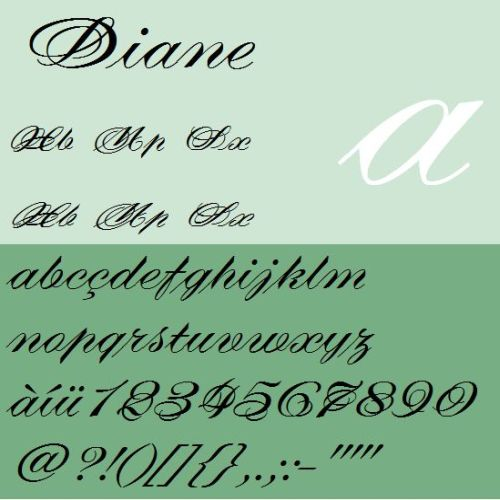
Diane.
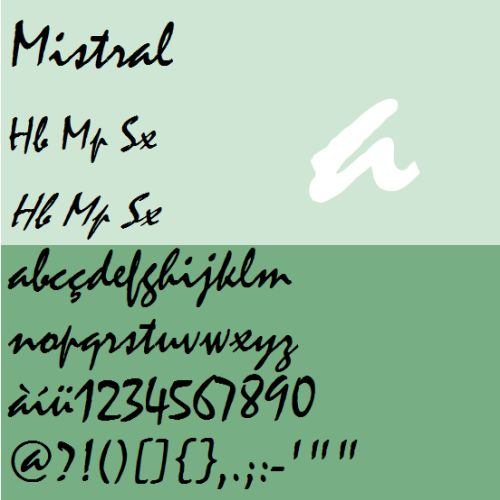
Mistral.